# Sucre (Colombia)
Sucre es uno de los treinta y dos departamentos que forman la República de Colombia.  Su capital es Sincelejo. Está ubicado al norte del país, en la región Caribe. Con 10 670 km² es el sexto departamento menos extenso —por delante de Caldas, Risaralda, Atlántico, Quindío y San Andrés y Providencia—.
Se divide en 26 municipios y 5 subregiones. Los principales municipios son Sincelejo, Corozal, y Sampués.

## Toponimia
El departamento tomó su nombre en honor al mariscal venezolano Antonio José de Sucre, héroe de la independencia nacional. 

## Geografía

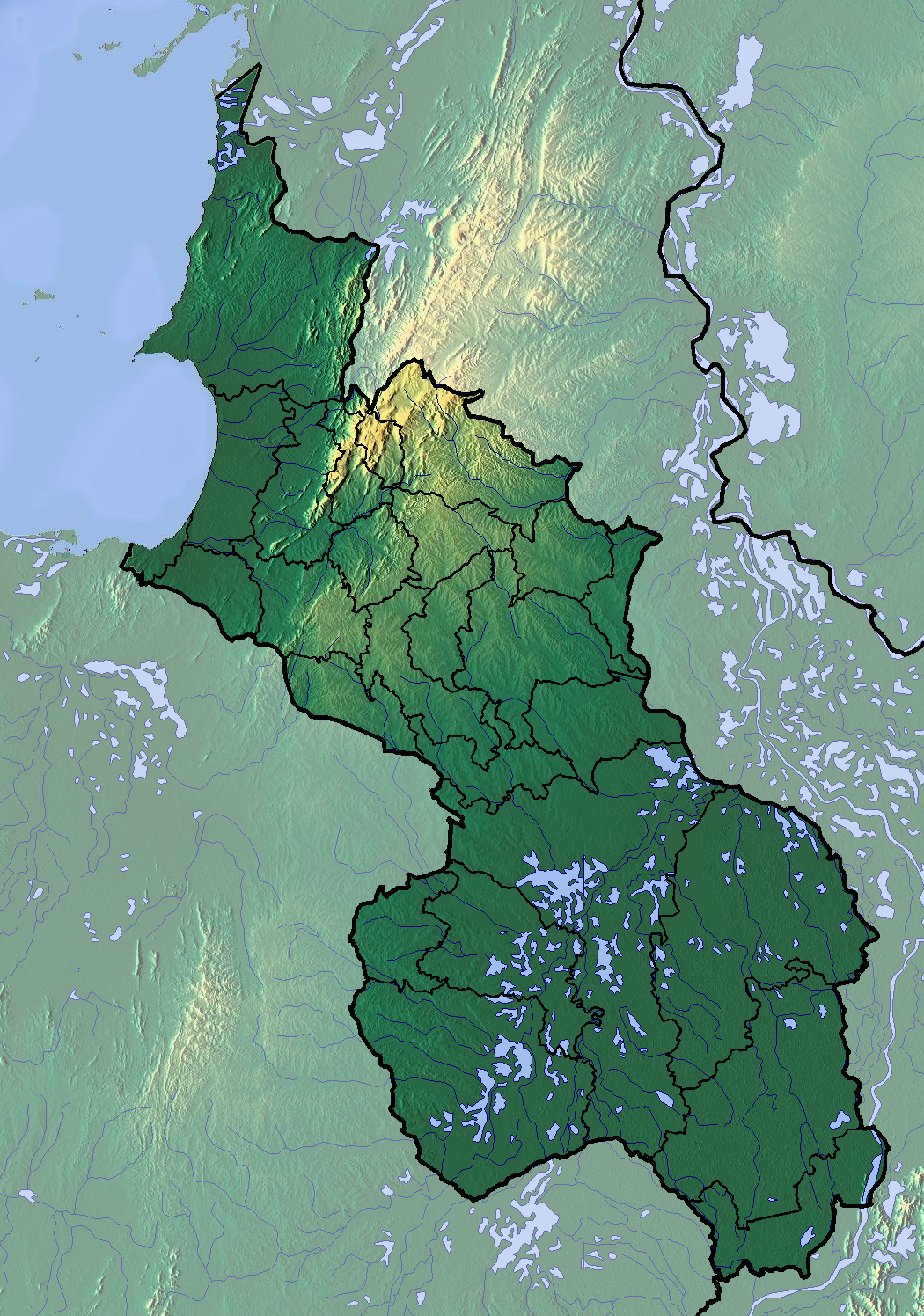
Mapa físico de Sucre.

### Límites
Sucre está delimitado por el mar Caribe y los siguientes departamentos:
| Noroeste: Bolívar Mar Caribe: Islas de San Bernardo        | Norte: Bolívar Subregión: Dique      | Nordeste: Bolívar Subregión: Montes de María |
| Oeste: Córdoba Subregiones: Costanera, Bajo Sinú y Sabanas |                                      | Este: Bolívar Subregión: La Mojana           |
| Suroeste: Córdoba Subregión: San Jorge                     | Sur: Límites entre Córdoba y Bolívar | Sureste: Bolívar Subregión: La Mojana        |

## Historia
Antes de la llegada de los españoles en el área correspondiente al actual departamento era habitada por aborígenes de la etnia Zenú, La llegada de los primeros españoles al territorio se produjo en febrero de 1535 según documentos españoles microfilmados que existen en el Instituto Colombiano de Antropología e Historia (ICANH), resultado de la primera residencia hecha al conquistador Pedro de Heredia, por los hechos denunciados por el primer obispo Tomás de Torres. La conquista de este territorio fue especialmente cruenta, pues en la Visita que hizo el Oidor de la Audiencia de Santa Fe, en 1610, solo quedaba uno de catorce indígenas. En una primera etapa se estableció como cabecera administrativa la villa de Tolú, y su cabildo de Tolú bajo el mando de la Gobernación de Cartagena. Para el siglo XVII, apareció la jurisdicción de la Villa de San Benito Abad y en el siglo XVIII, cuando las reformas borbónicas se creó la categoría de Corregimiento cuyo centro se estableció en Piletas, que se trasladó luego a Corozal. La denominación del territorio se cambió pasando de Sabanas de Tolú a Sabanas de Corozal. Don Antonio de la Torre y Miranda, encomendado por el gobernador de Cartagena, Juan de Torrezar Díaz Pimienta, reunió a los habitantes dispersos en toda la región con el objeto de dar simetría y orden al territorio. Con el poblado de Piletas se dio el esparcimiento poblacional por toda la Sabana de la Antigua Provincia de Cartagena de Indias.  Sus primeras poblaciones fueron las villas de Santiago de Tolú, San Benito Abad y Corozal. Esta ultima los asuntos que se presentaba en la región ante la Ciudad de Cartagena después de la colonia.
Durante la rebelión realista llamada La Revolución de los Curas, el sitio de Sincelejo se convirtió en foco disidente, que terminó en 1812 cuando los patriotas de Cartagena y El Carmen derrotaron en la Batalla de Mancomoján, cerca de la poblaciones de El Carmen y Ovejas, a los contrarrevolucionarios y se tomaron Corozal, Sincelejo y Sampués, de donde había partido la rebelión. En la plaza principal de Sincelejo fueron ejecutados más de 16 rebeldes.
En la época federal de Colombia se creó en el Estado de Bolívar la provincia de Corozal (lo que hoy conforma el actual departamento), y más tarde, las provincias del El Carmen, Sincelejo, Chinú y Magangué.
En octubre de 1908, en disputa por el control de la Sabanas, las ciudades de Corozal y Sincelejo tenía pensado en mantener su hegemonía sobre las antiguas Sabanas de Bolívar, con ellos creó el efímero Departamento de Sincelejo, uno de los 34 que en ese tiempo creó el gobierno de Rafael Reyes Prieto. Es el antecedente más importante y memorable, pues dio un vuelco a la economía y la cultura de las Sabanas, región donde está enclavado el departamento actual. Fue suprimido el 15 de abril de 1910 a pesar del ingente esfuerzo hecho por los pobladores de todas las Sabanas, puesto que habían logrado con su pasajera autonomía el desarrollo de sus vías, pasado de 12 escuelas a 38, creado la primera Normal. Los artesanos lograron tener educación puesto que el gobernador, el loriquero José Torralbo creó una escuela para ellos. La reintegración al Departamento de Bolívar representó la decadencia de la floreciente industria de destilación de aguardiente que había sido el motor de la economía zonal hasta allí.
En 1917 llegó el primer automóvil. En 1940 aterrizó el primer avión de la Sociedad Colombo-Alemana de Transportes Aéreos (Scadta) al concluirse el Aeropuerto de Corozal. Durante la década de 1950 y comienzos de la de 1960 llegaron los jeeps Willys y los Volkswagen, importados por el gobierno de Gustavo Rojas Pinilla. También arribaron los primeros buses con carrocería metálicas.
En 1963 se reunió la segunda Asamblea de Municipalidades en donde se reafirmó la adhesión a Sucre por todos los delegados. Corposucre hizo visitas a algunos municipios encontrando en sus habitantes su intención formal por la causa separatista y total apoyo a un nuevo departamento.
El 28 de julio de 1966 en el Senado de la República se debatió el proyecto de la Ley sobre la creación del departamento de Sucre. El mismo año se aprueba la Ley 47 en el Senado de la República, por medio de la cual se crea y organiza el departamento de Sucre, y la Ley 47, sancionada por el gobierno de Carlos Lleras Restrepo.
El primer gobernador fue Julio Alejandro Hernández Salom.

## División político-administrativa
El departamento de Sucre está conformado por 26 municipios, organizados territorialmente en cinco (5) subregiones:
- La Mojana: conformado por los municipios de Guaranda, Majagual y Sucre.
- Montes de María: conformado por los municipios de Chalán, Colosó, Morroa, Ovejas y Sincelejo.
- Morrosquillo: conformado por los municipios de Coveñas, Palmito, San Onofre, Santiago de Tolú y Tolú Viejo.
- La Sabana: conformada por los municipios de Buenavista, Corozal, El Roble, Galeras, Los Palmitos, Sampués, San Juan de Betulia, San Pedro y Sincé.
- San Jorge: conformada por los municipios de Caimito, La Unión, San Benito Abad y San Marcos.

### Rama judicial
Está representado por el Tribunal Administrativo de Sucre con sede en la ciudad de Sincelejo, con comprensión territorial judicial sobre el Departamento Sucre y conformado por cinco (5) Circuitos Judiciales Administrativos así:
Circuito Judicial Administrativo de Corozal: Tiene como cabecera en Corozal y comprende los Municipios de Buenavista, Chalán, Corozal, Los Palmitos, Morroa, Ovejas, San Pedro y San Juan de Betulia.
Circuito Judicial Administrativo de San Marcos: Tiene como cabecera en San Marcos y comprende los Municipios de Caimito, La Unión y San Marcos.
Circuito Judicial Administrativo de Sincé: Tiene como cabecera en Sincé y comprende los Municipios de Galeras, San Benito Abad y Sincé.
Circuito Judicial Administrativo de Sincelejo: Tiene como cabecera en Sincelejo y comprende los Municipios de Colosó, Coveñas, El Roble, San Antonio de Palmito, San Onofre, Sampués, Santiago de Tolú, Sincelejo y Toluviejo.
Circuito Judicial Administrativo de Sucre: Tiene como cabecera en Sucre y comprende los Municipios de Guaranda, Majagual y Sucre.

## Demografía
| Evolución de la población del departamento de Sucre (1973-2025)           |
|                                                                           |
| Población según censo. Población según proyección.Fuente: Statoids. DANE. |

Según el DANE para el año 2016 el departamento de Sucre tiene una población de 859 909. Lo que da como resultado que desde el año 2000 la población sucreña crezca anualmente un promedio de 0.97%, muy por debajo del promedio nacional. La tasa de masculinidad es de aproximadamente 102.7 hombres por cada 100 mujeres, (que además tienen el promedio de mayor estatura en el país), y una edad mediana de 24.2 años que se pronostica sea de aproximadamente 27.3 años para 2020. La tasa de natalidad se calcula en 22.04 por cada mil en tanto que la tasa de mortalidad se estima en 5.56 por cada mil.
La tasa de fertilidad que el DANE proyecto para el año 2010 fue de 2.81, pero la Encuesta Nacional de Demografía y Salud de 2010 calculó una tasa de fertilidad de 2,5 y la esperanza de vida es de 74.2 años por encima de promedio nacional. Entretanto la composición étnica del departamento es la siguiente:
Mestizos & blancos (72,96%)
Negros o Afrocolombianos (16,08%)
Amerindios o Indígenas (10,95%)
Gitanos (0,01%)
Los blancos y mestizos tienen orígenes principalmente españoles (en su mayoría andaluz y vasco) y árabes (principalmente de Líbano, Siria y Palestina); en menor medida se encuentran los de origen italiano, francés, alemán y de orígenes judíos sefardíes los cuales se incorporaron de manera forzada a la sociedad desde los tiempos de la Colonia y procesos independentistas perdiendo así su identidad. Los árabes comprenden la minoría étnica más grande, al igual que en el resto de la región del Caribe Colombiano, aparecen fuertemente en 4 de las 5 subregiones del departamento, están situados principalmente en las zonas urbanas de mayor tamaño (Sincelejo, Corozal y San Marcos), y en las subregiones de La Mojana, San Jorge y Las Sabanas, La zona con menor presencia es la subregión del Golfo de Morrosquillo, y es en esta zona donde la comunidad afro está mayoritariamente arraigada, en los municipios de San Onofre y Santiago de Tolú. Por su parte los indígenas se encuentran localizados en su mayoría en los municipios de la subregión Montes de María.
Para el año 2009 la capital departamental Sincelejo concentra el total 234.886 es decir el 29.26% de la población total.
Las principales núcleos urbanos del departamento son la capital Sincelejo, Corozal con 48.021 habitantes, San Marcos con 31.080 habitantes y Tolú con 24.199 habs.
En el Departamento de Sucre existe un proceso de conurbación entre la capital departamental y los municipios vecinos es decir: Sincelejo, Corozal, Morroa, Sampués y Palmito además del proceso conurbativo que se sitúa entre Tolú, Coveñas y San Onofre.
Durante el Censo Nacional de Población y Vivienda de 2018, en el departamento de Sucre fueron censados 904.863 habitantes, para 2024 se estima que la población sobrepasó el millón de habitantes y se calcula en 1.006.044 habitantes. A continuación, se relaciona los indicadores del crecimiento de la población del departamento desde 1985, de acuerdo con los análisis del Departamento Administrativo Nacional de Estadística.
| Año  | Población total | Tasa de Natalidad | Tasa de Mortalidad | Tasa de Crecimiento Natural | Tasa de Crecimiento Exponencial | Tasa Global de Fertilidad | Esperanza de vida hombres | Esperanza de vida mujeres | Esperanza de vida total |
| ---- | --------------- | ----------------- | ------------------ | --------------------------- | ------------------------------- | ------------------------- | ------------------------- | ------------------------- | ----------------------- |
| 1985 | 590.461         | 27.8              | 7.7                | 20.1                        | 1.64%                           | 3.44                      | 67.0                      | 71.1                      | 69.1                    |
| 1990 | 640.539         | 26.6              | 6.5                | 20.1                        | 1.60%                           | 3.15                      | 67.9                      | 72.5                      | 70.3                    |
| 1995 | 690.851         | 24.5              | 5.9                | 18.6                        | 1.42%                           | 2.86                      | 69.0                      | 73.8                      | 71.4                    |
| 2000 | 738.069         | 23.9              | 5.7                | 18.2                        | 1.29%                           | 2.84                      | 70.5                      | 75.2                      | 72.9                    |
| 2005 | 783.535         | 21.9              | 5.6                | 16.3                        | 1.08%                           | 2.67                      | 72.0                      | 76.5                      | 74.2                    |
| 2010 | 826.411         | 20.0              | 5.9                | 14.1                        | 1.03%                           | 2.49                      | 72.7                      | 77.2                      | 74.9                    |
| 2015 | 867.701         | 18.3              | 6.2                | 12.1                        | 0.97%                           | 2.34                      | 73.5                      | 77.8                      | 75.6                    |
| 2016 | 877.397         | 18.1              | 6.3                | 11.8                        | 1.11%                           | 2.30                      | 73.6                      | 77.9                      | 75.7                    |
| 2017 | 888.638         | 17.8              | 6.4                | 11.4                        | 1.27%                           | 2.28                      | 73.8                      | 78.0                      | 75.8                    |
| 2018 | 904.863         | 17.6              | 6.4                | 11.2                        | 1.80%                           | 2.24                      | 74.0                      | 78.2                      | 76.1                    |
| 2019 | 928.984         | 17.4              | 6.3                | 11.1                        | 2.63%                           | 2.20                      | 74.1                      | 78.3                      | 76.1                    |
| 2020 | 950.612         | 16.7              | 6.5                | 10.2                        | 2.33%                           | 2.14                      | 73.9                      | 78.9                      | 76.4                    |
| 2021 | 966.893         | 15.8              | 7.4                | 8.4                         | 1.70%                           | 2.01                      | 71.5                      | 77.1                      | 74.3                    |
| 2022 | 980.942         | 15.6              | 6.8                | 8.8                         | 1.44%                           | 1.97                      | 73.6                      | 78.1                      | 75.8                    |
| 2023 | 994.060         | 15.3              | 6.3                | 9.0                         | 1.33%                           | 1.94                      | 75.6                      | 79.1                      | 77.3                    |
| 2024 | 1.006.044       | 15.0              | 6.3                | 8.7                         | 1.20%                           | 1.91                      | 75.8                      | 79.3                      | 77.5                    |
| 2025 | 1.016.826       | 14.8              | 6.3                | 8.5                         | 1.07%                           | 1.88                      | 76.0                      | 79.6                      | 77.7                    |

Composición de la población departamental.
| Año  | 0-14 años | 15-64 años | 65 años o más | Población Total |
| ---- | --------- | ---------- | ------------- | --------------- |
| 1985 | 38.2      | 56.5       | 5.3           | 590.461         |
| 1990 | 38.7      | 56.2       | 5.1           | 640.539         |
| 1995 | 37.2      | 57.5       | 5.3           | 690.851         |
| 2000 | 35.4      | 58.8       | 5.8           | 738.069         |
| 2005 | 34.0      | 59.6       | 6.4           | 783.535         |
| 2010 | 32.2      | 60.7       | 7.1           | 826.411         |
| 2015 | 30.4      | 61.6       | 8.0           | 867.701         |
| 2020 | 28.0      | 64.1       | 9.0           | 950.612         |
| 2025 | 25.6      | 64.4       | 10.0          | 1.016.826       |
| 2030 | 23.4      | 65.1       | 11.5          | 1.061.499       |
| 2040 | 19.8      | 65.5       | 14.7          | 1.132.015       |
| 2050 | 17.5      | 64.4       | 18.1          | 1.174.282       |

### Inmigración
El más reciente censo general de la nación, realizado por el Departamento Administrativo Nacional de Estadística de Colombia (DANE), presenta los siguientes resultados acerca del país de nacimiento de los habitantes del departamento de Sucre:
| N.º        | País           | Población |
| ---------- | -------------- | --------- |
| 1          | Venezuela      | 23 072    |
| 2          | Argentina      | 32        |
| 3          | México         | 30        |
| 4          | Ecuador        | 24        |
| 5          | España         | 23        |
| 6          | Estados Unidos | 22        |
| 7          | Italia         | 17        |
| 8          | Perú           | 16        |
| 9          | Panamá         | 14        |
| 10         | Chile          | 11        |
| No informa | No informa     | 51        |
| Otros      | Otros          | 113       |
| Total      | Total          | 23 425    |

## Economía
La economía del departamento de Sucre está basada en el sector comercio o producción comercial aportando 67% de la economía del departamento, el sector privado genera el 80% de la empleabilidad del departamento. ganadería (ganado vacuna 65%, ganado equino 8%, ganado porcino 15%, carneros 9%y asnal 3%). En este departamento también encontramos minas de [gas natural], productoras de cemento, triturado de calizas (algunas extracciones son hechas de manera ilegal), así como algunas fábricas manufactureras, pesca y la agricultura; esta ocupa el segundo lugar, con productos como cultivos de yuca, maíz, plátano, ñame, arroz, aguacate, piña, algodón entre otros productos comercializables.